# Odontoglossum juninense
Odontoglossum juninense là một loài thực vật có hoa trong họ Lan. Loài này được Schltr. mô tả khoa học đầu tiên năm 1921.